# Северный Биракан
Северный Биракан — река в России, протекает по Бурятии, в Северобайкальскому району, в Баргузинском заповеднике. Впадает в озеро Байкал.

## География
Длина реки составляет 11 км.
Река берёт начало в 7 км к востоку от мыса Биракан и течёт на запад.
Крупные притоки отсутствуют. Поселения на берегах реки отсутствуют. У самого истока реки расположено зимовье.
Река с востока впадает в озеро Байкал, близ мыса Биракан.
Протекает преимущественно в холмистой местности. Климат резко континентальный.

## Данные государственного водного реестра
По данным государственного водного реестра России и геоинформационной системы водохозяйственного районирования территории РФ, подготовленной Федеральным агентством водных ресурсов:
- Бассейновый округ — Ангаро-Байкальский
- Речной бассейн — бассейны малых и средних притоков средней и северной части озера Байкал
- Водохозяйственный участок — бассейны рек средней и северной части озера Байкал от восточной границы бассейна реки Ангара до северо-западной границы бассейна реки Баргузин.